# Downer metal
Downer metal es un subgénero musical de la música metal. 
Su origen cultural proviene del los años 70 los países de Europa, Japón y EEUU.
Los instrumentos con los que se toca el Downer metal son la guitarra, el bajo eléctrico o bajo y la batería.
Su popularidad fue alta en Norteamérica y Europa en los años 70.
Posteriormente cayó en declive hasta casi desaparecer en los años 80 y 90, pero ha conseguido resurgir hasta la actualidad.
Sus orígenes musicales con respecto a influencias provienen principalmente del doom metal primigenio de bandas como Black Sabbath (en sus inicios) y el hard rock de otras como Led Zeppelin, sumándole además elementos de subgéneros clásicos de la música rock, como el rock 'n' roll y fusionándose además con elementos de variantes del blues y el soul, siendo pioneros en este estilo bandas como Deep Purple (con su álbum Machine Head) y similares.
- Datos: Q28342195